# Daniel Johannsen
Daniel Johannsen (* 22. Juli 1978 in Wien) ist ein österreichischer Sänger (Tenor). Er ist nicht zu verwechseln mit dem schwedischen Tenor Daniel Johansson.

## Leben
Daniel Johannsen ist der Sohn des protestantischen Pfarrers Wolfgang und der Religionsprofessorin Ilse Johannsen. Er wuchs in Markt Allhau im Burgenland auf. Mit sieben Jahren wurde er Klavierschüler an der Oberwarter Musikschule, dann wechselte er zu Martin Hopfmüller (Ordinarius für Evangelische Kirchenmusik an der Grazer Musikhochschule).
Seine Oberstufenjahre verbrachte Johannsen am Evangelischen Musikgymnasium. Er begann in Oberschützen ein Kirchenmusikstudium, das er an der Wiener Musikuniversität fortsetzte (Orgel bei Alfred Mitterhofer, Chor- und Ensembleleitung bei Johannes Prinz und Johannes Hiemetsberger, Komposition bei Wolfgang Sauseng) und legte die 1. Diplomprüfung 1999 ab. Seit 1998 war er Mitglied und Solist des Arnold Schoenberg Chores und des Concentus Vocalis Wien. Als Gesangslehrerin hatte er Margit Fleischmann Klaushofer. 2005 schloss er seine Studien – Lied und Oratorium bei Robert Holl, Opernschule bei Ivan Parik und Reto Nickler ab. Meisterkurse absolvierte er bei Dietrich Fischer-Dieskau, Christa Ludwig und Roger Vignoles.

### Konzerte
Johannsens Evangelisten-Début mit Bachs Weihnachts-Oratorium erfolgte im Dezember 1998 und sein erster Liederabend war Schuberts Die schöne Müllerin.
Johannsen arbeitete u. a. mit Dirigenten wie Nikolaus Harnoncourt, René Clemencic, Georges Prêtre, Sir Neville Marriner, Peter Schreier, Dennis Russell Davies, Thomas Hengelbrock, Jordi Savall, Roy Goodman, Enoch zu Guttenberg und Rudolf Lutz zusammen.

### Musiktheater
Johannsen debütierte als „Die Allegorie der Bewegungen“ in Wolfgang Sausengs Kirchenoper Das Staunen des Ezechiel (UA Wien 2002). Anschließend war er bei den Operetten-Festspielen Bad Ischl 2003. 2004 waren Produktionen in der Wiener Kammeroper (ein Monteverdi-Projekt mit Lorenz Duftschmid und Philipp Harnoncourt) sowie im Schönbrunner Schlosstheater (Janáčeks Das schlaue Füchslein als Projekt der Opernklasse Parik/Nickler). Auf einer Japan-Tournee wirkte er 2004 in Così fan tutte mit.
In der Saison 2005/2006 war Johannsen Ensemblemitglied des Luzerner Theaters (Il barbiere di Siviglia, Eine Nacht in Venedig). Hier arbeitete er mit den Regisseuren Tatjana Gürbaca (Zaide) oder David Hermann (Jewgenij Onjegin) zusammen.
In der Spielzeit 2008/2009 débutierte er an der Volksoper Wien in Eduard Künnekes Operette Der Vetter aus Dingsda  und bei den Ludwigsburger Schlossfestspielen in Mozarts Die Entführung aus dem Serail (Pedrillo, später auch Belmonte).
2010 wurde Johannsen als Tamino in Mozarts Zauberflöte an das Münchner Staatstheater am Gärtnerplatz engagiert. Im Rahmen des Carinthischen Sommers 2010 wurde Johannsen für die Uraufführung Die Geburt des Täufers von Jyrki Linjama besetzt.

## Auszeichnungen
- 2002: XIII. Internationaler Johann-Sebastian-Bach-Wettbewerb (Leipzig)
- 2003: 3. Internationalen Hilde-Zadek-Gesangswettbewerb (Wien)
- 2004: XIV. Internationalen Robert-Schumann-Wettbewerb (Zwickau)
- 2004: Münchner Konzertgesellschaft, 17. Großer Förderpreiswettbewerb – August-Everding-Preis
- 2004: Wettbewerb der Kammeroper Schloss Rheinsberg
- 2005: Finalist des Richard Tauber Prize for Singers, in der Londoner Wigmore Hall
- 2006: 9. Internationaler Mozartwettbewerb in Salzburg: Sonderpreis für die beste Liedinterpretation

## Aufnahmen (Auswahl)
DVD
- Johann Sebastian Bach: Was Gott tut, das ist wohlgetan. Kantate BWV 98. Rudolf Lutz, Chor und Orchester der J. S. Bach-Stiftung, Sibylla Rubens (Sopran), Jan Börner (Altus), Daniel Johannsen (Tenor), Markus Volpert (Bass). Samt Einführungsworkshop sowie Reflexion von Tilmann Moser. Gallus Media, 2016.[1]
- Johann Sebastian Bach: Was frag ich nach der Welt. Kantate BWV 94. Rudolf Lutz, Chor und Orchester der J. S. Bach-Stiftung, Nuria Rial, Margot Oitzinger, Daniel Johannsen, Dominik Wörner. Samt Einführungsworkshop sowie Reflexion von Manfred Papst. Gallus Media, 2015.[2]
- Johann Sebastian Bach: O Ewigkeit, du Donnerwort. Kantate BWV 20. Rudolf Lutz, Chor und Orchester der J. S. Bach-Stiftung, Markus Forster, Daniel Johannsen, Wolf Matthias Friedrich. Samt Einführungsworkshop sowie Reflexion von Sibylle Lewitscharoff. Gallus Media, 2015.[3]
- Johann Sebastian Bach: Wachet! betet! betet! wachet!. Kantate BWV 70. Rudolf Lutz, Chor und Orchester der J. S. Bach-Stiftung, Gudrun Sidonie Otto (Sopran), Margot Oitzinger (Alt), Daniel Johannsen (Tenor), Wolf Matthias Friedrich (Bass). Samt Einführungsworkshop sowie Reflexion von Jan Assmann. Gallus Media, 2014.[4]
- Johann Sebastian Bach: Ein ungefärbt Gemüte. Kantate BWV 24. Rudolf Lutz, Chor und Orchester der J. S. Bach-Stiftung, Marianne Beate Kielland (Sopran), Daniel Johannsen (Tenor), Dominik Wörner (Bass). Samt Einführungsworkshop sowie Reflexion von Aleida Assmann. Gallus Media, 2017.[5]

Online
- Johann Sebastian Bach: Jesus schläft, was soll ich hoffen. Kantate BWV 84. Marjon Strijk (Sopran), Robin Blaze (Altus), Daniel Johannsen (Tenor), Stephan MacLeod (Bass), Nederlandse Bachvereniging, Shunske Sato (Violine und Leitung). 2017. online
- Johann Sebastian Bach: Sie werden aus Saba alle kommen. Kantate BWV 65. Daniel Johannsen (Tenor), Matthew Brook (Bass), Nederlandse Bachvereniging, Hans-Christoph Rademann (Leitung). 2017. online
- Johann Sebastian Bach: Darzu ist erschienen der Sohn Gottes. Kantate BWV 40. Barnabás Hegyi (Altus), Daniel Johannsen (Tenor), Matthew Brook (Bass), Nederlandse Bachvereniging, Hans-Christoph Rademann (Leitung). 2018. online

CD
- Johann Sebastian Bach: Celebration Cantatas –  Entfliehet, ihr Sorgen. BWV 205a (Blast Lärmen, ihr Feinde, „Krönungskantate“; Welt-Ersteinspielung) und 249a (Entfliehet, verschwindet, entweichet, ihr Sorgen, „Schäferkantate“; Rekonstruktion: Alexander Grychtolik). Miriam Feuersinger (Sopran), Elvira Bill (Alt), Daniel Johannsen (Tenor), Stephan MacLeod (Bass); Deutsche Hofmusik, Alexander Grychtolik. Deutsche Harmonia Mundi, 2019.
- Niccolò Jommelli: Requiem & Miserere. Miriam Feuersinger, Gudrun Sidonie Otto (Sopran), Helen Charlston, Gaia Petrone (Alt), Daniel Johannsen, Valerio Contaldo (Tenor), Sebastian Myrus, Wolf-Matthias Friedrich (Bass), Il Gardellino (Vokalensemble u. Orchester), Peter van Heyghen (Leitung). Passacaille, 2020.